# 笠谷和比古
笠谷 和比古（かさや かずひこ、1949年8月15日 - ）は、日本の歴史学者。国際日本文化研究センター名誉教授。専攻は日本近世史・武家社会論。博士（文学）（京都大学、1994年）（学位論文「近世武家社会の政治構造」）。

## 略歴
兵庫県神戸市出身。甲陽学院高等学校卒業、1973年京都大学文学部史学科卒業、1978年同大学院文学研究科国史学専攻博士課程単位取得退学、国文学研究資料館史料館助手。1988年『主君「押込」の構造』でサントリー学芸賞を受賞、1989年国際日本文化研究センター助教授、1996年教授。2015年定年退官、名誉教授。帝塚山大学教授、2016年退職。2018年4月大阪学院大学法学部教授、2021年3月退職。
1994年「近世武家社会の政治構造」で京都大学より博士（文学）の学位を取得。

## 人物
- 江戸時代の政治史研究を通じて、従来の歴史像を打破する新たな歴史観を提唱。特に、大名家における「主君押込」の慣行の発見を通して、従来の武士道観、忠義観を大きく変革する業績を上げた。
- 関ケ原合戦研究において、家康率いる東軍主力が徳川軍ではなく、家康に同盟した豊臣系武将たちの軍勢であったことを実証し、同合戦に続く大坂の陣や幕藩体制の理解をめぐって再検討を提起している[4]。
- クラシック音楽に造詣があり、著書『伝統文化とグローバリゼーション』には日本の能・文楽・歌舞伎に対する実践的取り組みとともに、ワーグナー楽劇の評論も記している。
- 一般社団法人・関西楽劇フェスティバル協議会代表理事。

## 著書

### 単著
- 『主君「押込」の構造―近世大名と家臣団』（平凡社選書 1988年、講談社学術文庫 2006年）
- 『近世武家社会の政治構造』（吉川弘文館 1993年）
- 『士（サムライ）の思想―日本型組織・強さの構造』（日本経済新聞社 1993年、岩波書店〈同時代ライブラリー〉 1997年）
  - 『士(サムライ)の思想－日本型組織と個人の自立』（ちくま学芸文庫 2016年）
- 『関ヶ原合戦』（講談社選書メチエ 1994年、講談社学術文庫 2008年）
- 『徳川吉宗』（ちくま新書 1995年）
- 『近世武家文書の研究』（法政大学出版局 1998年）
- 『「日暮硯」と改革の時代 恩田杢にみる名臣の条件』（PHP新書 1999年）
  - 『真田松代藩の財政改革 『日暮硯』と恩田杢』（吉川弘文館〈読みなおす日本史〉 2017年）
- 『江戸御留守居役―近世の外交官』（吉川弘文館〈歴史文化ライブラリー〉 2000年）
- 『関ヶ原合戦と近世の国制』（思文閣出版 2000年）
- 『武士道その名誉の掟』（教育出版 2001年）
- 『武士道と現代―江戸に学ぶ日本再生のヒント』（扶桑社 2002年、同文庫 2004年）
- 『NHK人間講座 武士道の思想 日本型組織と個人の自立』（日本放送出版協会 2002年）
- 『武士道と日本型能力主義』（新潮選書 2005年）
- 『関ヶ原合戦と大坂の陣』（吉川弘文館〈戦争の日本史 17〉 2007年）
- 『伝統文化とグローバリゼーション―京都からの発信』（NTT出版 2009年）
- 『武家政治の源流と展開―近世武家社会研究論考』（清文堂出版 2011年）
- 『武士道 侍社会の文化と倫理』（NTT出版 2014年）
- 『歴史の虚像を衝く』（教育出版 2015年）
- 『徳川家康 われ一人腹を切て、万民を助くべし』（ミネルヴァ書房〈日本評伝選〉 2016年）
- 『武士道の精神史』（ちくま新書 2017年）
- 『信長の自己神格化と本能寺の変』（宮帯出版社、2020年）
- 『論争 関ヶ原合戦』（新潮選書、2022年）
- 『近世の朝廷と武家政権 織豊期から幕末維新期まで』(ミネルヴァ書房〈叢書・知を究める〉2025年)

### 共著
- 『秀吉の野望と誤算―文禄・慶長の役と関ケ原合戦』（文英堂 2000年）黒田慶一との共著
- 『豊臣大坂城：秀吉の築城・秀頼の平和・家康の攻略』（新潮選書 2015年）黒田慶一との共著

### 編著
- 『公家と武家Ⅱ「家」の比較文明史的考察』（思文閣出版 1999年）
- 『国際シンポジウム公家と武家の比較文明史』（思文閣出版 2005年）
- 『公家と武家Ⅲ王権と儀礼の比較文明史的考察』（思文閣出版 2006年）
- 『公家と武家Ⅳ官僚制と封建制の比較文明史的考察』（思文閣出版 2008年）
- 『一八世紀日本の文化状況と国際環境』（思文閣出版 2011年）
- 『徳川社会と日本の近代化』（思文閣出版 2015年）
- 『徳川家康 ─その政治と文化・芸能』（宮帯出版社、2016年）

### 共編著
- 『日本の近代化とプロテスタンティズム』（教文館、2013年）上村敏文との共編著

## テレビ出演
- その時歴史が動いた (NHK) - ゲスト解説
  - 「敗者 石田三成の関ヶ原」（2005年）
  - 「村上武吉 水軍に賭けた夢」（2007年）
  - 「最強の父 真田昌幸」